# Società di San Patrizio per le missioni estere
La Società di San Patrizio per le missioni estere (in latino Societas Sancti Patritii pro missionibus ad exteros, in inglese St. Patrick's Society for the Foreign Missions) è una società clericale di vita apostolica di diritto pontificio: i membri della compagnia, detti missionari di Kiltegan, pospongono al loro nome la sigla S.P.S.

## Storia

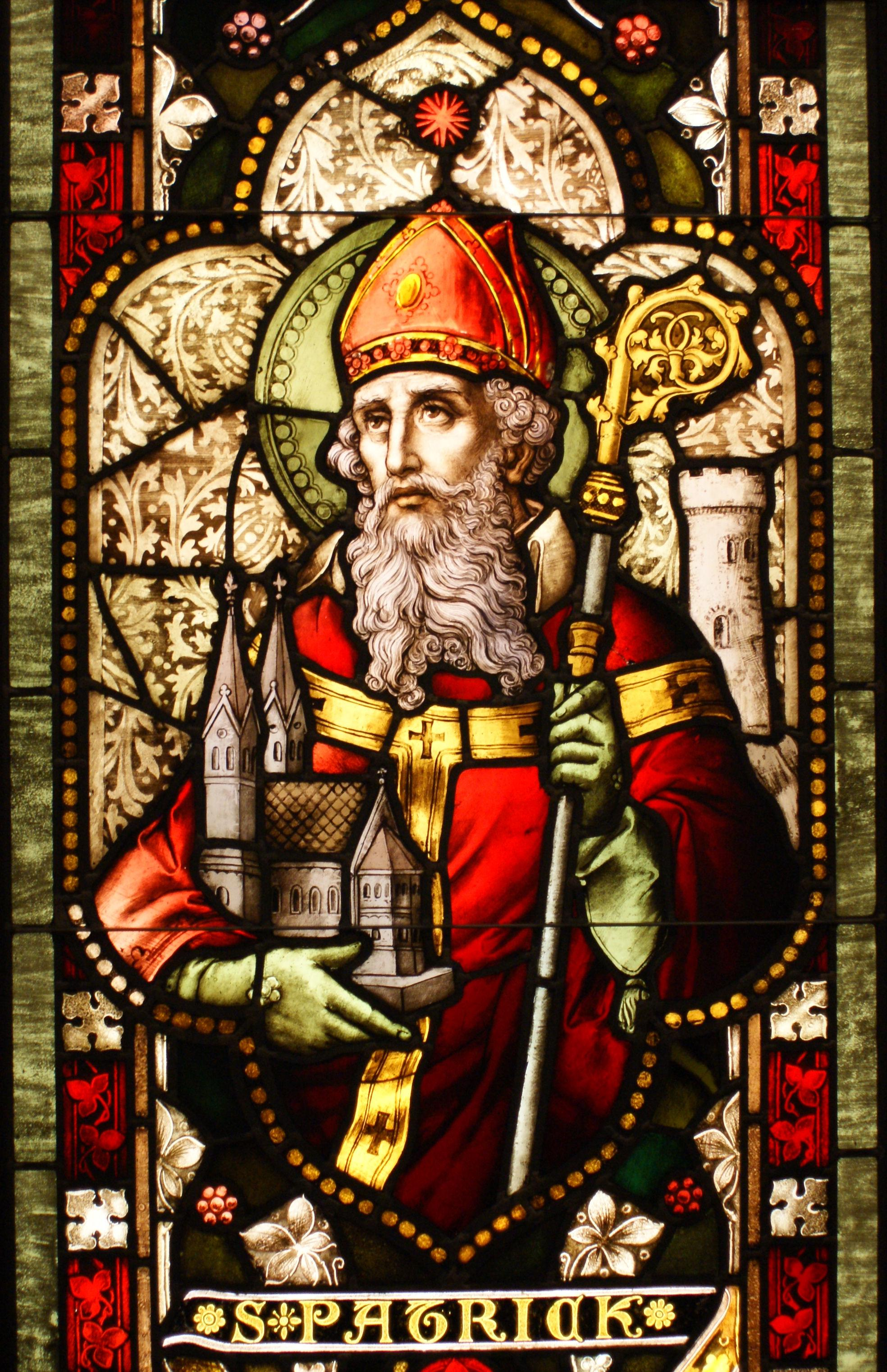
San Patrizio, titolare della congregazione

Nel 1920 il vescovo irlandese Joseph Ignatius Shanahan, missionario della congregazione dello Spirito Santo e vicario apostolico della Nigeria meridionale, invitò dei sacerdoti suoi connazionali a collaborare all'evangelizzazione dell'Africa. In cinque, tra cui Patrick Joseph Whitney, accolsero il suo invito e si impegnarono a trascorrere in Nigeria almeno cinque anni, ma presto altri missionari irlandesi si unirono all'opera.
Considerato l'aumento dei missionari, nel 1930 si iniziò a pensare all'istituzione di una società di sacerdoti secolari irlandesi interamente consacrata alle missioni estere e la fondazione avvenne il 17 marzo 1932 (festa di san Patrizio) a Kiltegan e Whitney fu il primo superiore generale della società: nel 1937 la società inviò i suoi primi missionari in Africa e nel 1938 Whitney venne nominato prefetto apostolico di Ogoja.
Altri centri per il reclutamento di missionari vennero aperti a Cork (1947) e a Camden (1962); la società ricevette il pontificio decreto di lode il 9 dicembre 1958.

## Attività e diffusione
I missionari di San Patrizio si dedicano all'apostolato missionario e alla formazione del clero indigeno. Dal punto di vista giuridico, la società dipende dalla congregazione per l'Evangelizzazione dei Popoli.
Sono attivi in Brasile, Camerun, Grenada, Kenya, Malawi, Nigeria, Sudafrica, Sudan, Zambia, Zimbabwe: la sede generalizia è a Kiltegan (Wicklow).
Al 31 dicembre 2008 la compagnia contava 26 case e 382 membri, 310 dei quali sacerdoti.